# Max Nagl

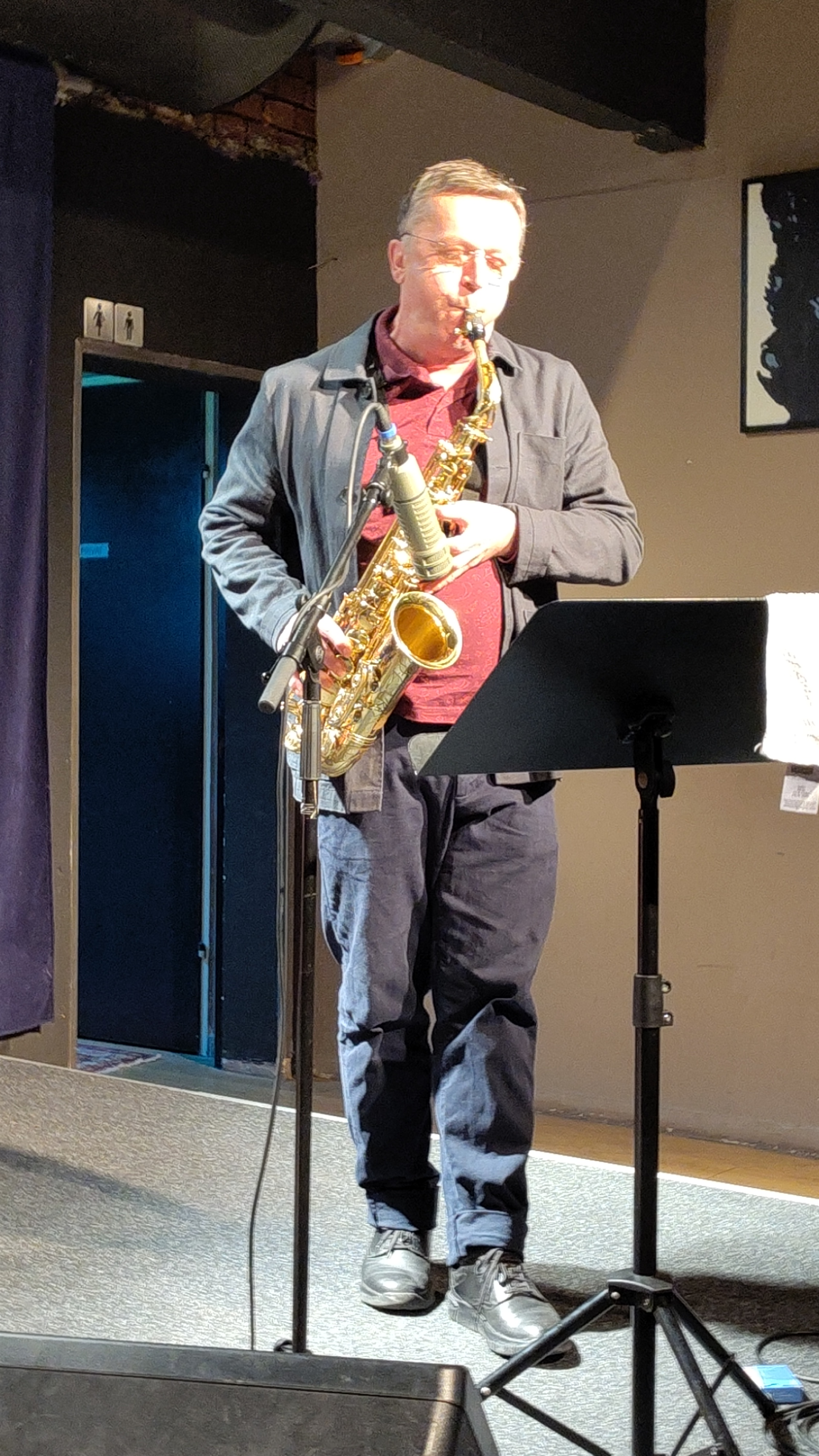
Max Nagl bei einem Auftritt in Graz (2024)

Max Nagl (* 5. Oktober 1960 in Gmunden) ist ein österreichischer Jazzsaxophonist, Komponist und Bandleader.

## Leben und Wirken
Max Nagl nahm in seiner Jugend privaten Klavier- und Klarinettenunterricht und besuchte das Musikgymnasium Linz. Er studierte dann Klavier am Bruckner-Konservatorium Linz sowie Saxophon am Konservatorium in Wien und Musikalische Bewegungserziehung an der Hochschule für Musik und darstellende Kunst Wien.
Seit dem Jahr 1980 leitete Nagl verschiedene Jazzformationen wie das Trio Flamingo (mit Otto Lechner und Brad Jones), die Big Four (mit Steve Bernstein, Noël Akchoté und Brad Jones), die Gruppe Wumm! Zack! (mit Clemens Salesny, Alex Meissl und Herbert Pirker), ein Trio mit Clemens Wenger und Herbert Pirker, das Max Nagl Quintet (mit Joanna Lewis, Josef Novotny, Achim Tang und Patrice Héral), das Max Nagl Quartet (mit Joanna Lewis, Josef Novotny und Patrice Héral), das Max Nagl Trio (mit Vincent Wizlsperger und Paul Skrepek), das Max Nagl Duo (mit Otto Lechner) und das The Max Nagl Ensemble (mit Clemens Salesny, Franz Hautzinger, Lorenz Raab, Martin Ptak, Clemens Wenger, Josef Novotny, Achim Tang, Lukas Knöfler und Luis Ribeiro). Im Rahmen von Tourneen und Konzerten trat er in Europe, USA, Australien, Nordafrika und Taiwan auf.
Seit dem Jahr 1995 erhielt er Kompositionsaufträge für Kammermusik, Schauspiel, Hörspiele und Tanztheater. Im Jahr 2002 wurde an der Volksoper Wien die Kinderoper Felix, oder die Geschichte von einem, der auszog das Gruseln zu lernen uraufgeführt; 2005 folgte die Uraufführung der Operette Der Siebte Himmel in Vierteln (nach einem Libretto von Franzobel) im Museumsquartier Wien.
Auf dem Gebiet des Tanzes arbeitete Nagl hauptsächlich mit Christine Gaigg und ihrer Gruppe 2nd Nature zusammen, aber auch mit Yoshiko Chuma, Donald Fleming, Dan Froot und David Zambrano in New York und mit Bert Gstettner.
Max Nagl lebt und arbeitet in Wien, ist der Violinistin Anne Harvey-Nagl verheiratet und hat zwei Kinder.

## Anerkennungen (Auswahl)
- 1999: Hans-Koller-Preis als „Musiker des Jahres“[3]
- 2005: Nominierung für die Auszeichnung „CD des Jahres“ (für Flamingos, gemeinsam mit Otto Lechner und Brad Jones)[3]
- 2023: Preis der Stadt Wien für Musik

## Diskographische Hinweise
- Manhattan Love Suicide: La belle est la black (mit Willi Freigner, Jonny Griebler, MLS Records 1988
- AMen# (mit Josef Novotny), Extraplatte 1989
- Manhattan Love Suicide: Unerhörth, 1989
- Manhattan Love Suicide: enormous nitemare, 1991
- Go 4 it: Go Fred Go (mit Andreas Tieber, Konrad Schrenk, Christian Mühlbacher), 1991
- WUMM! ZACK! MAX NAGL (mit Dan Froot, Patrice Héral), Extraplatte 1993
- Bärenoper, Rude Noises 1994
- Ohlsdorf 18, Soloalbum, 1995
- Daily Bullet (mit Jonathan Bepler, Josef Novotny, Burkhard Stangl, Wolfgang Reisinger, Patrice Héral), 1996
- Super 8, Soloalbum, Rude Noises 1997
- Mélange à trois (Max Nagl Quartet), 1997
- Max Nagl & Friends / The Seinehonsingers Blattl-Lieder (mit Josef Novotny, Achim Tang, Patrice Heral), 1998
- Musik für einen Kirchenraum (mit Josef Novotny, Lydia Vierlinger), 1998
- Taboo (Max Nagl Quintet), 1999
- Max Nagl & Christopher Doyle: Boxing Lulu, 1999
- Café Electric (Max Nagl Quintet), 1999
- Otto Lechner / Max Nagl: En Passant, 1999
- Max Nagl Trio Falarm, 1999
- Rayuela, 1999
- One Plus One (mit Patrice Heral, Joanna Lewis, Martin Siewert, Achim Tang, Berndt Thurner), Rude Noises 1999
- Hidden Whisper (Filmsoundtrack), 2000
- strichcode (Max Nagl Quintet), Rude Noises 2001
- The Evil Garden (mit Noël Akchoté, Lol Coxhill, Patrice Héral, Josef Novotny, Julie Tippetts), November Music 2001
- Ramasuri (Max Nagl Ensemble), 2001
- Wien – West (mit Lol Coxhill, Anne Harvey-Nagl), Rude Noises 2001
- I Crashed My Snowplough (mit Herbert Reisinger, Jatinder Thakur, Berndt Thurner, Robbie Avenaim), Rude Noises 2003
- Flamingos (Trio mit Otto Lechner und Brad Jones), hatOLOGY 2003
- Quartier Du Faisan mit Franz Hautzinger, Luis Ribeiro, Achim Tang), 2004
- Big Four (mit Noël Akchoté, Steven Bernstein, Bradley Jones), hatOLOGY 2005
- Big Four Live, hatOLOGY 2007
- Quartier Du Faisan (Max Nagl Ensemble)
- Der siebte Himmel in Vierteln ORF CD 403
- Rain/Bow (mit Emily Nagl, Anne Harvey-Nagl, Maria Ehmer, Petra Ackermann, Melissa Coleman, Lorenz Raab, Clemens Salesny, Berndt Thurner, Achim Tang, Patrice Héral)
- Market Rasen (mit Clemens Wenger, Herbert Pirker) Handsemmel Records 2006
- Wumm! Zack! Vol II, Extraplatte 2007
- C.O.D.E. (mit Ken Vandermark, Clayton Thomas, Wolfgang Reisinger)
- Boulazac (mit Clemens Wenger, Herbert Pirker), Rude Noises 016/2009
- Big Four/Sortileges (mit Noël Akchoté, Steven Bernstein, Brad Jones), Extraplatte, Rude Noises 017/2009
- Big Four & Joey Baron (2009, ed. 2018)
- Moped (als Max Nagl Trio mit Clemens Wenger, Herbert Pirker; JazzWerkstatt Records 2020)
- MN5: Pdorvk (mit Martin Eberle, Phil Yaeger, Georg Vogel, Gregor Aufmesser; Rude Noises 2020)